# خوزيه كيلفن دي لا نييف
خوزيه كيلفن دي لا نييف (بالإسبانية: José Kelvin de la Nieve) (مواليد 28 أغسطس 1986) هو ملاكم إسبانيا، مثّل بلاده في الألعاب الأولمبية الصيفية في دورتي 2008 و2012.

## روابط خارجية
خوزيه كيلفن دي لا نييف على موقع بوكس ريك (الإنجليزية) (registration required)
- خوزيه كيلفن دي لا نييف على موقع أوليمبيديا (الإنجليزية)